# Keilbachia ulcerata
Keilbachia ulcerata är en tvåvingeart som beskrevs av Hans-Georg Rudzinski 2008. Keilbachia ulcerata ingår i släktet Keilbachia och familjen sorgmyggor.
Artens utbredningsområde är Taiwan. Inga underarter finns listade i Catalogue of Life.